# NGC 5406
NGC 5406 је спирална галаксија у сазвежђу Ловачки пси која се налази на NGC листи објеката дубоког неба.
Деклинација објекта је + 38° 54' 55" а ректасцензија 14h 0m 20,1s. Привидна величина (магнитуда) објекта NGC 5406 износи 12,3 а фотографска магнитуда 13,1. NGC 5406 је још познат и под ознакама UGC 8925, MCG 7-29-31, CGCG 219-38, IRAS 13582+3909, PGC 49847.